# Самородов, Владимир Николаевич
Владимир Николаевич Самородов (род. 9 января 1947, Казадаевка, Башкирская АССР) — российский спортивный функционер, тренер. Экс-министр по физической культуре, спорту и туризму Республики Башкортостан, член исполкомов Олимпийского и Паралимпийского комитетов России. Заслуженный тренер РСФСР (1983).
Кандидат в мастера спорта (тяжелая атлетика, 1972).1991-2002 годы -председатель ГК  БССР и РБ по физической
культуре и спорту.

## Образование
Государственный дважды орденоносного института физической культуры им. П. Ф. Лесгафта.
Председатель исполкома Собора русских Башкортостана, зам. председателя Ассамблеи народов и Общественной палаты Башкортостана.

## Тренер
Подготовил чемпиона СССР и РСФСР, П. Горулева, а также ряд чемпионов и победителей первенств и Кубка России.

## Наука
Опубликовал 10 научных работ.

## Награды
Ордена Дружбы и Почёта и Салавата Юлаева. Почётный знак «За заслуги в развитии физической культуры и спорта» и «За заслуги в развитии олимпийского движения в России». Заслуженный работник физической культуры Российской Федерации и Республики Башкортостан.